# Scatonomus chalybeus
Scatonomus chalybeus är en skalbaggsart som beskrevs av Wilhelm Ferdinand Erichson 1835. Scatonomus chalybeus ingår i släktet Scatonomus och familjen bladhorningar. Inga underarter finns listade i Catalogue of Life.